# Un disco per l'estate 1983
La prima rete televisiva della RAI trasmette Saint Vincent Estate 1983 - Una canzone per le vostre vacanze, in data 23, 24 e 25 giugno 1983. Si ritorna alle tre serate televisive, come già era successo per Sanremo dal 1980. I presentatori sono Eleonora Giorgi e Jocelyn. Patrocinio della regione autonoma Valle d'Aosta e Casino de la Vallèe dal Palazzetto dello Sport di Saint-Vincent. Organizzazione – Gianni Ravera. Spettacolo musicale – Velia Magno, Antonio A. Moretti. Scenografia - Gianni Villa. Direttore della fotografia – Rodolfo Isoardi. Programma a cura di Anna Ferretti. Regia - Antonio A. Moretti.
La gara, prevista soltanto per la categoria "Giovani", 16 partecipanti nelle prime due serate, e 8 per la serata finale (con i Big fuori concorso), viene vinta da Giampiero Artegiani con Il sogno di un buffone.

## Elenco parziale dei partecipanti[1]

### Giovani
- Giampiero Artegiani: Il sogno di un buffone - 1º classificato[2]
- Gruppo Italiano: Tropicana 2º classificato
- Laura Luca: Mare 3ª classificata
- Sergio Caputo: Un Sabato italiano - 4º classificato
- Zucchero Fornaciari: Sandra - 5º classificato
- Marina Arcangeli: Via
- Giangilberto Monti: Balla bella
- Gino D'Eliso
- Donato "Donaldo" Ciresi: Lettera notturna
- Francesco La Notte: Due vele
- Enzo Miceli: Eduardo
- Giorgio Zito: Chi la fa l'aspetti
- Leonardo Barbareschi
- Manrico Mologni: Ti voglio bene
- Mino Reitano: Innamorarsi è stato facile
- Aldo Donati
- Ferilli: Viso innocente
- Caelestium: Addio
- Saro: L'ultima che c'è
- Daniele Del Duca: E allora tu
- Il Giardino Dei Semplici: Giallo
- Enrico Nascimbeni

### Ospiti italiani
- Renato Zero: Navigare (la sigla) + Spiagge + Fantasia
- Toto Cutugno: Un'estate con te
- Marcella: Nell'aria
- Righeira: Vamos a la playa
- Ivano Fossati: La musica che gira intorno
- Mia Martini: Bambolina bambolina
- Enzo Jannacci: 'O surdato innamorato + L'animale
- Eduardo De Crescenzo: A' malatia 'e l'America + Quantù tiempo ce vò
- Gazebo: I like Chopin
- Antonello Venditti: Grazie Roma + Roma capoccia
- Bobby Solo: Straniero
- Dori Ghezzi: Vola via
- Donatella Milani: Lontani noi
- Teresa De Sio Ariò + Terra e 'nisciuno
- Angelo Branduardi: Cercando l'oro + Il libro
- Bertín Osborne: Fedeltà
- Camaleonti: Italian boys
- Eugenio Bennato: Frutta originale

### Ospiti stranieri
- Laid Back: Sunshine reggae
- Elton John I'm still standing + I guess that's why they call it the blues
- Amii Stewart
- Yazoo Nobody's diary
- Tears for Fears: Change
- Men at Work: Overkill
- The Twins Not the loving kind
- Harlow On the road to mandalay
- Luis Miguel: Non mi devi trattar così
- Gazebo: I like Chopin
- David Bowie: China girl - sigla di chiusura